# العالياب
العالياب تطلق على مجموعة قرى تقع في ولاية نهر النيل بدولة السودان

## منطقة العالياب
تضم مجموعة القري التالية :
1. الباقير
2. الرحيمة
3. الحاوية
4. الفريخ
5. الكردة
6. القلعة
7. حلة كوكو
8. الحرازة
9. جروف المكي
10. حلة الدقوناب
11. الفتيره
12. الفاضلاب
13. الشلالاب
14. الكويراب
15. العجلاب
16. الفقيره
17. الجابراب
18. الجريف
19. الفرطاقه
20. السجه
21. العديلة
22. جبل أم علي

## العالياب شرق
تقع على الضفة الشرقية للنيل جنوب الزيداب وشمال قرية قباتي وتعرف حدودها التأريخية من حي الباقير شمال وقباتي من جهة الجنوب وهي من أكبر قرى ولاية نهر النيل وتضم العديد من الأحياء منها الباقير، الحاوية، قلعة الفرحاب، قلعة عجيب، حلة كوكو، الحرازة، جروف المكي، حلة الدقونات، الفتيرة، القوز، الرحيمة، الشلالاب، الفضولاب، حرازة أولاد أحمد، الكويراب، العجيلاب، المشايخه، الفقرة، الجابراب، الجريف، جريف ود عالم، الفرطاقة، السجة والعديلة.

## سبب التسمية
تعتبر قرية العالياب المقر الأول لجد العالياب الشيخ علي بن المك عبد الدائم بن عدلان بن عرمان والذي جاءت منه تسمية قرية العالياب،  بأن علي عبد الكريم ولد إبنه المشهور الحاج علي أبو عجيل الذي ولد سليمان ومن أبنائه الملك هميم والقمن والحمداب أبناء حمد ومنهم الفرحاب والمكياب والعجيباب والتوم جد التوماب ومنصور جد المناصير وزرقان جد الزراقنة وشلال جد الشلالاب ومسمار جد المسامير وصالح جد السوتراب ومحمد الفريد وفرج الله وحسب الله وعبد القادر جد القدواب ومن ذُرية عبد الدائم الكبوشاب والكناوين ويصل بهم أولاد الدوخ وأولاد سليمان وآل طيفور محمد شريف وغيرهم من عالياب العتمور، كما توجد فيهم فروع من أم حطب وأم شديدة والعتمور ولهم عمودية في رفاعة تعرف بعمودية العالياب.
والعالياب هي مقر الإدارة الأهلية لمجموعة الجعليين منذ العهد التركي وهي أيضاً مقر شيخ الخط الزبير ود مساعد وآل محمد شريف والد الشيخ طيفور محمد شريف آخر رجالات الإدارة الاهلية، والعالياب أنجبت العديد من الشخصيات التي لعبت دوراً تأريخياً ووطنياً أمثال الفارس فضل الله ود عماس الذي قاتل مع الأمير عبد الله ود سعد في أيام المهدية كما أنجبت العديد من العلماء والأدباء وخاصة في أدب المديح الشعبي كالمادح طيفور الدقوني صاحب المدرسة الفكرية في أدب المديح الشعبي وركن المديح الشعبي.